# ボブソン
ボブソン（英: Bobson）は、日本のジーンズのブランド。
岡山県で創業した山尾被服工業株式会社が1969年に商標を出願し、複数回の事業譲渡を経て、2012年以降は岡山市北区に本社を置き、山尾被服工業を源流とする株式会社ボブソンピーチフォートが展開するブランド名となっている。
本項目では、「2009年まで（創業家による展開）」「2009年から2012年（新・ボブソンによる展開）」「2012年以降（ボブソンピーチフォートによる展開）」に分けて説明する。

## 概要
ブランド名は、親しみやすさと発声のしやすさから、アメリカ人の一般的な名前であるボブ(BOB)と、息子(SON)を組合せ「Bobson」とした。
ブランドマークは水牛の角（キャトルホーン）をモチーフとしたもの。バックポケットステッチは独特の山形をしているが、これは、創業者でもある尾崎家の「尾」と、尾崎家の出身地・香川県にある飯野山（讃岐富士）を組み合わせた屋号に由来しているとのこと。

## 沿革

### 2009年まで（創業家による運営）
ボブソンブランドを創設した山尾被服工業は、1945年（昭和20年）に岡山県倉敷市て創業した個人事業の縫製工場「山尾兄弟会社」を起源とする。創業者は尾崎利春・尾崎宗次郎兄弟と、利春の妻の弟である吉田清一の3名であるが、尾崎兄弟は3人兄弟の二男・三男で、長男の尾崎小太郎は同業他社であるビッグジョンの創業者である。1947年に岡山市に移り、1950年に法人に改組した。
当初は「サクラサンエー」ブランドの学生服、作業服、さらにはアメリカ陸軍士官学校（ウェストポイント）のズボンをモチーフにした「U.Sズボン」を開発して販売するなどしていたが、日本でのジーンズブーム到来を見越して1969年（昭和44年）に「ボブソン」(BOBSON) のブランド名を商標出願、1970年（昭和45年）からジーンズの製造・販売を開始し（この頃に学生服ブランドを他者に譲渡している）、1971年から「BOBSON」のブランドによる企画・製造・販売を開始する。1973年には社名を「株式会社ボブソン」に変更している。
1992年には東レとの提携により、綿にレーヨンとポリエステルを混ぜた柔らかいジーンズ「04ジーンズ」がヒット。F1やJリーグなど複数のスポーツカテゴリでスポンサードを行っていた。しかし、国内工場を多く抱える企業構造があだとなり、さらにユニクロなどのファストファッションブランドから低価格な製品やローライズやスキニーと行った新たなシルエットのジーンズが展開されるようになると旧来のジーンズ市場が縮小傾向となり売上が漸次逓減。それでも2005年には約128億円の売り上げがあったという。

#### 年表（2009年まで）
- 1945年 - 創業
- 1950年 - 岡山市に山尾被服工業株式会社設立。
- 1957年 - 東洋レーヨン（現・東レ）の指定工場になる。
- 1969年 - 「ボブソン」(BOBSON) のブランド名を商標出願
- 1970年 - ジーンズの製造販売開始。
- 1971年 - 「ボブソン」ブランド誕生。
- 1973年 - 株式会社ボブソンに社名変更。
- 1980年 - 本社社屋完成。
- 1995年 - 藍星牛仔服装（上海）有限公司設立による上海工場稼動。
- 2003年 - ISO9001認証取得。
- 2008年 - 親会社（いわゆる持株会社）の有限会社ヤマオ興産（1988年設立）と合併。ヤマオ興産を存続会社とし、株式会社ボブソンに社名変更。

### 2009年から2012年
2009年、メインバンクだった中国銀行の紹介で、住友銀行（現・三井住友銀行）出身の早瀬恵三が設立した経営コンサルタント・投資ファンドであるマイルストーン ターンアラウンド マネジメントが支援に乗り出す。マイルストーン ターンアラウンド マネジメントは新たに東京都港区南青山に本社を置く株式会社ボブソン（以下「新ボブソン」と記述。）を設立。同年10月に、新ボブソンとの間で、ボブソンブランドの事業譲渡契約を締結。翌11月には、正式に2代目ボブソン社からのボブソン事業の譲渡を受けて、「BOBSON（ボブソン）」ブランドの企画・製造・販売事業を引き継いだ。その後は、ブランドイメージの再構築を図るとともに採算性を重視、得意先の選別や百貨店への卸を強化するなど、高付加価値商品の提供に注力し、4か月の変則決算となった2010年（平成22年）2月期には年売上高約10億円を計上した。
しかし、マイルストーン傘下となっても業績は改善せず、資金繰りが悪化。2011年（平成23年）5月2日、東京地方裁判所へ民事再生法の適用を申請。同年3月に発生した東日本大震災によって、取引先からの注文が激減していた。負債総額は2010年2月期末で7億3400万円。
民事再生法適用申請時に6つあった直営店など、事業は継続される方針だった。その後、同年12月7日には再生計画の認可決定を受け、再生計画に従って再建されることとなった。しかし、その再生計画も遂行される見込みがなくなり、2012年4月26日に東京地方裁判所より再生手続の廃止決定を受けた。負債は、2011年2月28日時点で約10億7400万円。
2012年（平成24年）6月1日、東京地裁から破産手続開始決定を受けた。その後、破産手続でBOBSONの商標権などの資産が売却され、清算されることとなった。

#### 年表（2009年から2012年まで）
- 2009年8月11日 - マイルストーンターンアラウンドマネジメントの出資により、株式会社ボブソン（新ボブソン）が設立される。
- 2009年11月 - 旧ボブソンから、新ボブソンへ事業譲渡。
- 2011年5月2日 - 新ボブソンが、東京地裁へ民事再生法の適用を申請。負債総額は2010年2月期末で7億3400万円。
- 2012年4月26日 - 新ボブソンが、東京地裁より再生手続き廃止決定を受ける。負債は2011年2月28日時点で約10億7400万円。
- 2012年6月1日 - 新ボブソンが、東京地裁より破産手続開始決定を受ける。

### 2012年以降
「ボブソン」ブランドの窮状に手をさしのべたのは、創業家であった。旧ボブソンは新ボブソンへの事業譲渡後、社名を「株式会社ピーチフォート」に改め、伊藤忠商事を通じてアメリカの子供服ブランド「カーターズ」並びに「オシュコシュ・ビゴッシュ」を展開、収益を回復させていた。
山尾被服工業から数えて5代目の代表取締役社長となっていた尾崎博志（創業者の一人である尾崎宗次郎の次男）は、「ボブソン」ブランドの商標管理会社として2012年（平成24年）に株式会社ボブソンホールディングスを設立、ブランドの再取得を行う。2013年には、フィリピンの最大手ジーンズメーカーであるハードロック社（現・JIINZU社）や子供大手のキムラタンなど国内外へのライセンス供与を展開。阪急阪神ホールディングス（阪神百貨店）やニッセンホールディングス、倉敷紡績との取引再開により販路の拡大も図っている。
2017年、株式会社ピーチフォートが株式会社ボブソンピーチフォートに社名変更、ボブソン事業の営業権をボブソンピーチフォートに譲渡した。

#### 年表（2012年から）
※便宜上、「山尾被服工業→ボブソン→ピーチフォート」の2009年以降の沿革についても記す。
- 2010年 - 株式会社ボブソンが株式会社ピーチフォートに社名変更。
- 2012年4月5日 - 株式会社ボブソンホールディングスが設立される。
- 2012年11月 - ボブソンホールディングスが、3代目ボブソン社からボブソンブランドを買い戻した。11月21日発表。買収金額等は不明[14]。

## スポンサーシップ
- ダウンタウンのごっつええ感じ - 初代ボブソン社が過去にスポンサリング。